# Škoda Karoq
Škoda Karoq – samochód osobowy typu SUV klasy kompaktowej produkowany pod czeską marką Škoda od 2017 roku.

## Historia i opis modelu

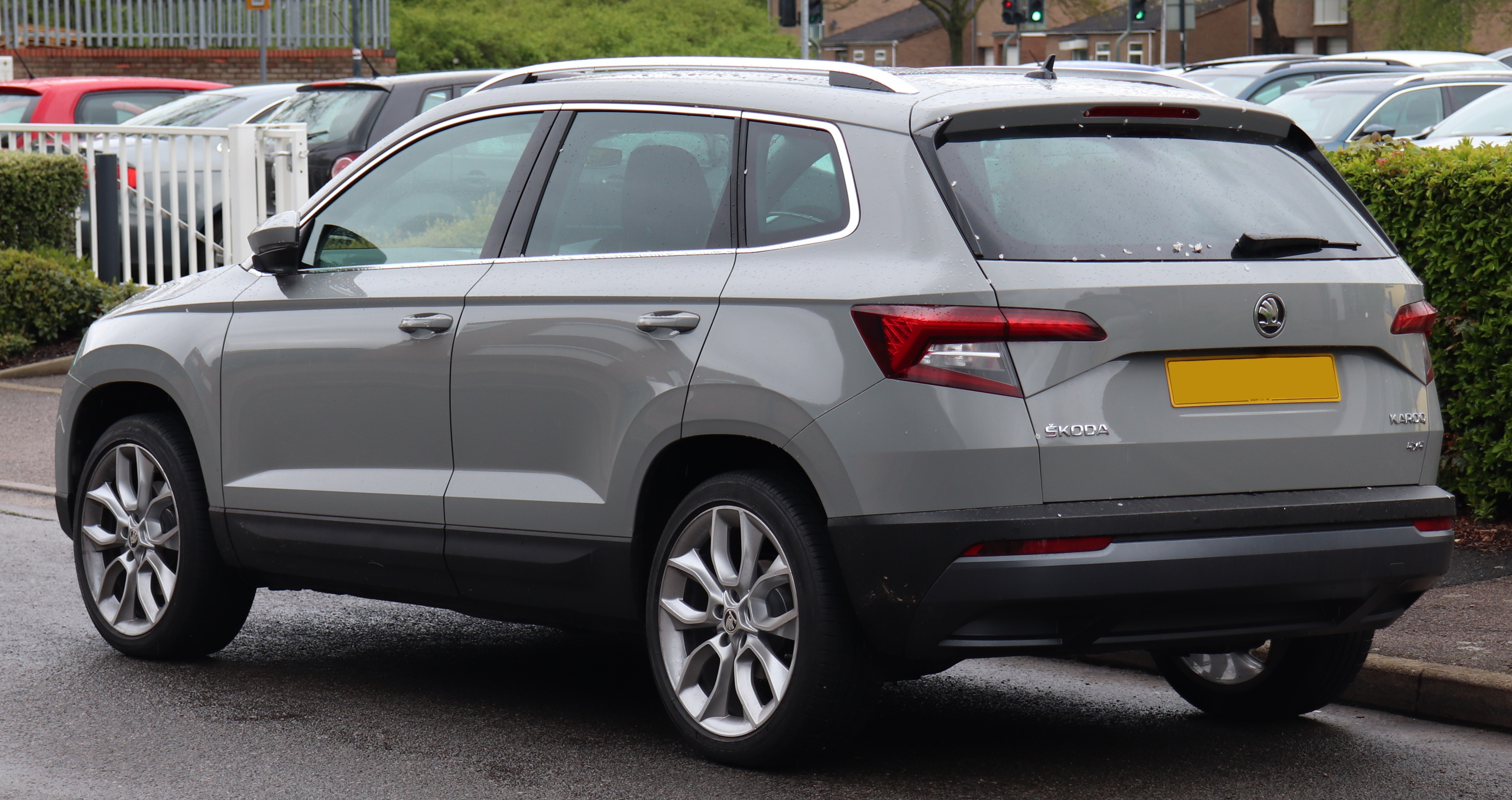
Škoda Karoq - tył przed liftingiem

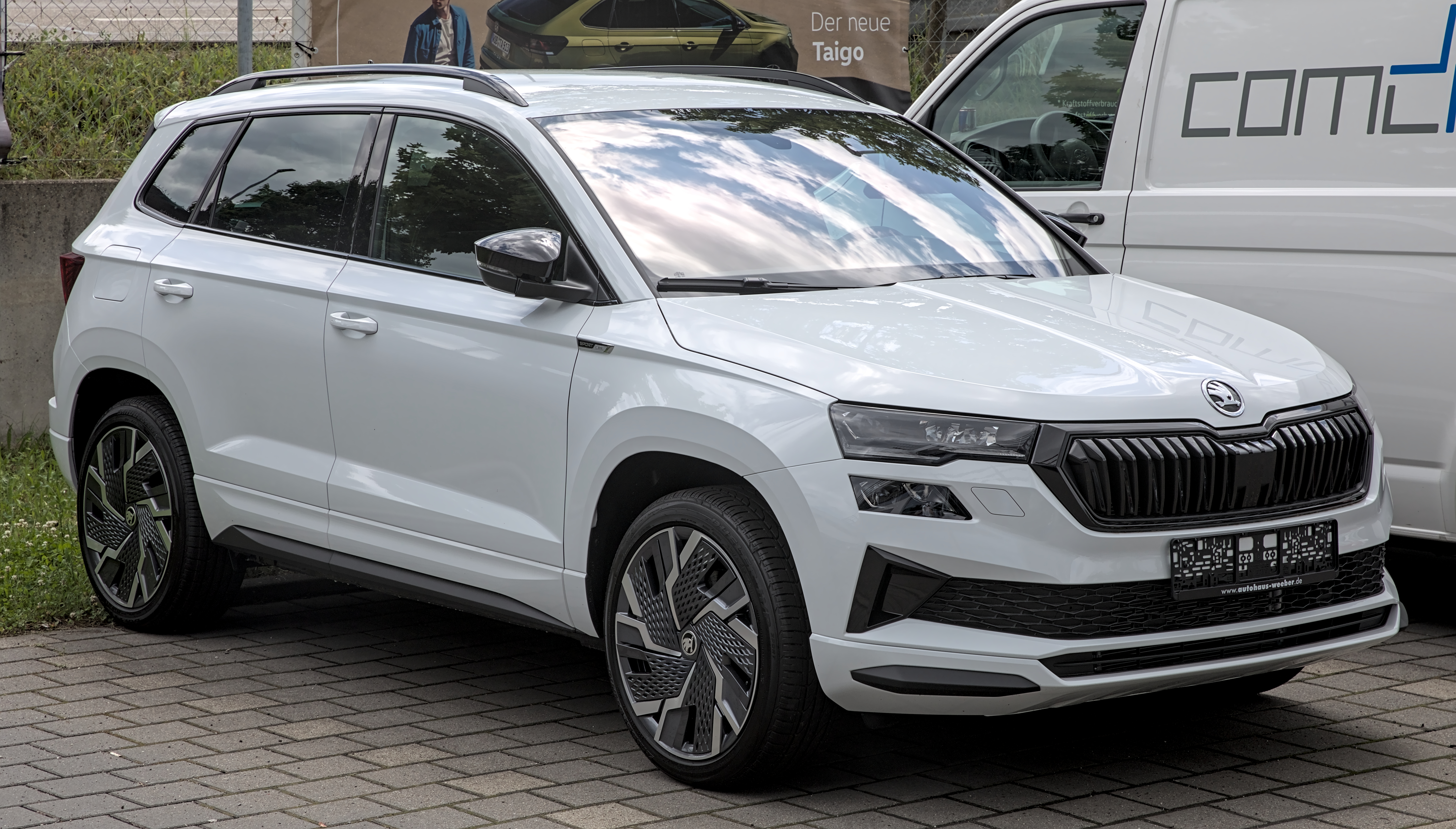
Škoda Karoq po liftingu

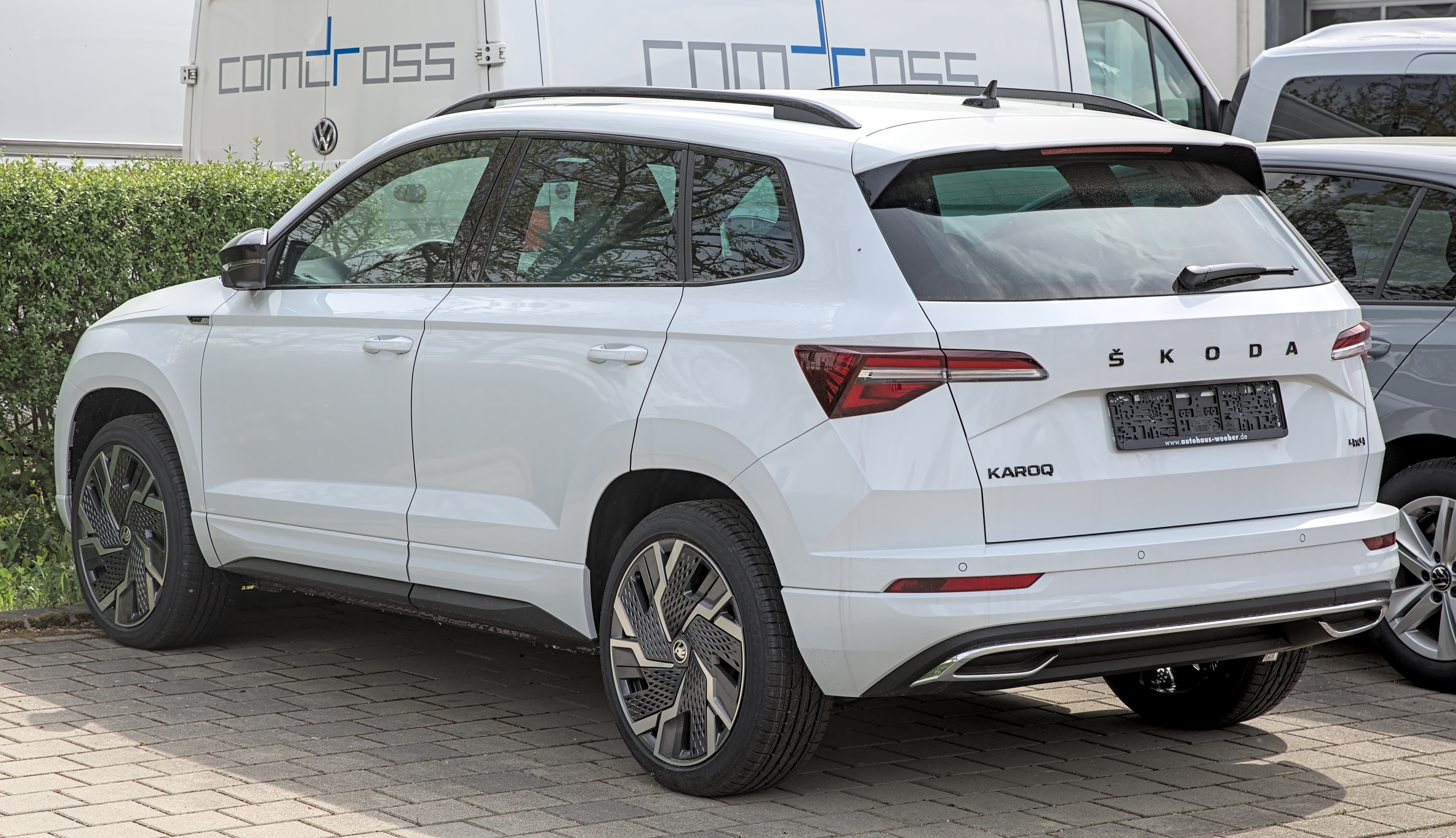
Škoda Karoq - tył po liftingu

Nazwa „Karoq” powstała z połączenia słów „samochód” – „KAA’RAQ” oraz „strzała” – „RUQ”, które zaczerpnięte zostały z języka autochtonów zamieszkujących wyspę Kodiak położoną u wybrzeży Alaski.
Samochód został po raz pierwszy oficjalnie zaprezentowany 18 maja 2017 roku w Sztokholmie. Auto zbudowane zostało na bazie płyty podłogowej MQB wykorzystanej do budowy m.in. większego modelu Kodiaq, bliźniaczego modelu SEAT Ateca oraz m.in. Volkswagena Tiguana II.
Nadwozie pojazdu bazuje na sylwetce i stylistyce modelu Kodiaq, który z kolei czerpie z konceptu VisionS. W stosunku do swojego większego brata auto otrzymało nieco inne, ale także dwudzielne reflektory przednie, które wykonane mogą być w pełni w technologii LED oraz trochę inne lampy tylne.

### Lifting
W grudniu 2021 przedstawiono model po gruntownym liftingu. Zmieniono m.in. tył i przód, model wewnątrz otrzymał kilka nowych funkcji związanych z komfortem, nowy cyfrowy zestaw wskaźników, trzystrefową automatyczną klimatyzację, adaptacyjne zawieszenie DCC i elektrycznie przesuwany panoramiczny dach dla wyższych poziomów wyposażenia.

### Silniki
| Silnik                | Pojemność skokowa [cm³] | Typ silnika        | Moc maksymalna [KM]([kW]) przy obr./min | Maks. moment obrotowy [Nm] przy obr./min | Przyspieszenie 0–100 km/h [s] | Prędkość maks. [km/h] |                    |                    |                    |
| Silniki benzynowe:    | Silniki benzynowe:      | Silniki benzynowe: | Silniki benzynowe:                      | Silniki benzynowe:                       | Silniki benzynowe:            | Silniki benzynowe:    | Silniki benzynowe: | Silniki benzynowe: | Silniki benzynowe: |
| --------------------- | ----------------------- | ------------------ | --------------------------------------- | ---------------------------------------- | ----------------------------- | --------------------- | ------------------ | ------------------ | ------------------ |
| 1.0 TSI               | 999                     | R3                 | 115 (85)/5000-5500                      | 200/2000-3500                            | 10,6                          | 187                   |                    |                    |                    |
| 1.5 TSI               | 1498                    | R4                 | 150 (110)/5000-6000                     | 250/1500-3500                            | 8,4                           | 204                   |                    |                    |                    |
| Silniki wysokoprężne: |                         |                    |                                         |                                          |                               |                       |                    |                    |                    |
| 1.6 TDI               | 1598                    | R4                 | 115 (85)/3250-4000                      | 250/1500-3000                            | 10,7                          | 188                   |                    |                    |                    |
| 2.0 TDI               | 1968                    | R4                 | 150 (110)/3500-4000                     | 340/1750-3000                            | 8,9                           | 207                   |                    |                    |                    |
| 2.0 TDI               | 1968                    | R4                 | 190 (140)/3500-4000                     | 400/1750-3300                            | 7,8                           | 211                   |                    |                    |                    |

### Wyposażenie
- Active
- Ambition
- Style
- Sportline

W zależności od wersji wyposażeniowej pojazdu, auto jest wyposażone m.in. w trzy oddzielne fotele zamiast tylnej kanapy, automatycznie otwieraną klapę bagażnika po wykonaniu gestu machnięcia nogą pod nią, a także elektrycznie wysuwany hak holowniczy oraz 9,2 calowy ekran systemu multimedialnego wyposażony w moduł LTE, dzięki któremu pojazd zmienić można w mobilny hotspot Wi-Fi oraz aktywny tempomat.